# Зоряне магнітне поле

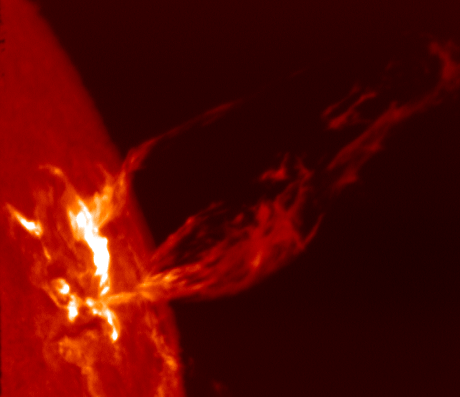
Магнітне поле Сонця виробляє корональні викиди маси. фото NOAA

Зоряне магнітне поле — магнітне поле, створюване рухом плазми всередині зір головної послідовності. Цей рух створюється шляхом конвекції, яка є однією з форм перенесення енергії з центру зорі до її поверхні за допомогою фізичного переміщення матеріалу. Локальні магнітні поля впливають на плазму, в результаті чого намагнічені області піднімаються по відношенню до іншої частини поверхні, і можуть досягти навіть фотосфери зорі. Цей процес створює зоряні плями на поверхні зорі (по аналогії з сонячними плямами), і пов'язану з цим появу корональних петель.

## Вимірювання магнітного поля

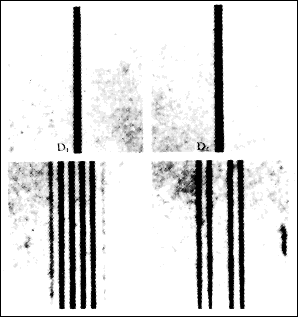
Спектр на нижньому малюнку демонструє ефект Зеемана після того як магнітне поле впливає на джерело. На верхньому малюнку показані лінії поглинання у відсутності магнітного поля

Магнітне поле зорі може бути виміряне за допомогою ефекту Зеемана. Зазвичай атоми в атмосфері зорі поглинають енергію на певній частоті електромагнітного спектра, виробляючи характерні темні лінії поглинання в спектрі. Однак, коли атоми знаходяться в магнітному полі, ці лінії розщеплюються на кілька близько розташованих ліній. Також з'являється поляризація електромагнітного випромінювання зорі, яка залежить від орієнтації магнітного поля. Таким чином, сила і напрямок магнітного поля зорі може бути визначена шляхом вивчення ліній в ефекті Зеемана.
Зоряний спектрополяриметр використовується для вимірювання магнітного поля зорі. Цей інструмент складається зі спектрографа в поєднанні з поляриметром. Перший інструмент, за допомогою якого вивчалося магнітне поле зорі, був NARVAL, який був встановлений на телескопі Бернара Ліо, який працював в обсерваторії на горі Пік-дю-Міді у французьких Піренеях.
Різні вимірювання, включаючи магнітометричні вимірювання за останні 150 років: 14С в кільцях дерев і 10Ве в кернах льоду, встановили істотну мінливість магнітного поля Сонця на десятирічних, столітніх і тисячолітніх часових відрізках.

## Генерування магнітного поля
Магнітні поля зір, відповідно до теорії сонячного динамо, викликані рухом речовини в конвективній зоні зорі. Ця конвективна циркуляція плазми руйнує початкове магнітне поле зорі, а потім створює дипольні магнітні поля зорі. Так як зоря відчуває диференціальне обертання для різних широт, то магнітні лінії в формі тора оточують зорю. Магнітні лінії можуть стати місцем високої концентрації енергії, що є причиною активності зорі, коли вони виходять на її поверхню.
Основний компонент магнітного поля Сонця змінює напрямок кожні 11 років (тобто, З періодом близько 22 років), в результаті чого змінюється величина магнітної активності Сонця. Під час спокою, активність максимальна, плям мало (через відсутність магнітного гальмування плазми) і, як результат, відбувається масовий викид плазми високої енергії в сонячну корону, а потім в міжпланетний простір. Зіткнення сонячних плям з протилежно спрямованими магнітними полями генерує сильні електричні поля поблизу швидко зникаючих регіонів виходу на поверхню магнітного поля.

## Активність на поверхні зірки

Виникнення зоряних плям: магнітні лінії проникають крізь поверхню зірки

Зоряні плями є регіонами інтенсивної магнітної активності на поверхні зорі. Вони є формами видимої складової магнітних потоків, які утворюються в конвективній зоні зорі. Через диференціального обертання зір, потоки набувають форму тора і розтягуються, перешкоджаючи конвекції, і, як наслідок, утворюють зони з температурою нижче, ніж у решти речовини. Корональні петлі часто утворюються над зоряними плямами, формуючись уздовж силових ліній магнітного поля, які піднімаються над поверхнею в корону зорі. У свою чергу, вони розігрівають корону до температур понад мільйон кельвінів.
Корональні петлі, пов'язані із зоряними плямами і протуберанці, пов'язані зі спалахами зорі, стають причинами викидів корональної маси. Плазма нагрівається до десятків мільйонів градусів, частинки з поверхні зорі прискорюються до екстремальних швидкостей.

## Магнітні зірки

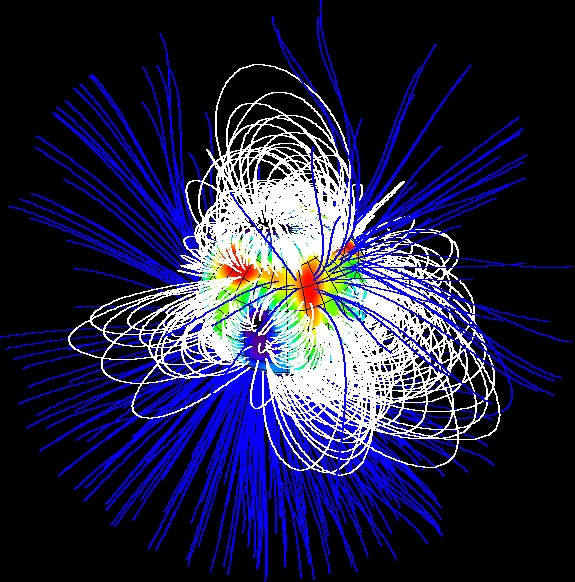
Поверхневе магнітне поле зірки SU Візничого (молода зірки типу Т Тельця), реконструйоване за допомогою ефекту Зеемана-Доплера

Зорі типу Т Тельця є одним з видів зір, що ще не вийшли на головну послідовність, вони розігріваються за допомогою гравітаційного стиснення, а не водневого горіння в їх ядрах. Вони є змінними магнітно-активними зорями. Магнітне поле таких зір, взаємодіє з їх сильним зоряним вітром, передаючи момент імпульсу навколишньому протопланетному диску, що служить причиною зниження швидкості обертання зорі.
Червоні карлики спектрального класу M (0.1-0.6 маси Сонця), що демонструють швидку, нерегулярну змінність відомі як спалахуючі зорі. Ці коливання яскравості, викликані спалахами, чия активність значно сильніше, ніж можна припустити за розміром зорі. Спалахи зір цього класу можуть збільшити поверхню зорі на 20 %, і випромінюють більшу частину своєї енергії у синій і ультрафіолетовій частині спектру.

Схематичне зображення пульсара. Сфера в центрі зображення — нейтронна зірка, криві лінії позначають лінії магнітного поля пульсара, блакитні конуси — потоки випромінювання пульсара

Після того як деякі масивні зорі припинили термоядерний синтез в своїх надрах, частина з них коллапсує в компактні об'єкти, звані нейтронні зорі. Ці об'єкти зберігають значні магнітні поля, що дісталися від зорі-прабатька. В результаті колапсу розмір зорі різко зменшується на багато порядків, а оскільки магнітний момент зорі зберігається повністю, то напруженість магнітного поля нейтронної зорі пропорційно зростає на багато порядків. Швидке обертання нейтронних зір перетворює їх в пульсар, який випускає вузький пучок енергії.
Екстремальна форма намагніченої нейтронної зорі називається магнітар. Вони утворюються в результаті колапсу ядра при спалаху наднової. Існування таких зір було підтверджено в 1998 році при дослідженні зорі SGR 1806-20. Магнітне поле цієї зорі збільшило температуру поверхні до 18 млн К і вона випускає величезну кількість енергії в гамма-сплесках.